# Johnny English znovu zasahuje
Johnny English znovu zasahuje je akční komedie z roku 2018 režírovaná Davidem Kerrem. Je pokračováním filmu Johnny English se vrací z roku 2011. Ve filmu hraje v hlavní roli Rowan Atkinson (Johnny English), Ben Miller, Olga Kurylenko, Jake Lacy a Emma Thompsonová.
Film byl premiérován v kinech ve Spojeném království dne 5. října 2018 a 26. října 2018 ve Spojených státech společností Universal Pictures. Film získal obecně průměrné recenze od kritiků a recenzentů a celkově vydělal více než 153 milionů dolarů.

## Děj
Sedm let po událostech druhého filmu dojde k masivnímu kyberútoku, který odhalí totožnosti polních agentů MI7. Agentura je tak nucena znovu aktivovat své vysloužilé agenty, mezi nimi i Johnnyho Englishe. Ten nyní pracuje jako učitel zeměpisu, ale potají školí své žáky ve špionáži. Když omylem vyřadí z provozu ostatní agenty-důchodce, stává se jediným dostupným agentem pro misi. Trvá na tom, že ho musí doprovázet jeho starý parťák a úředník MI7, Angus Bough.
Spolu si vyzvednou vybavení, včetně výbušných želé bonbonů a sledovacího zařízení maskovaného jako sladkost Sherbet Fountain, odloží mobilní telefony a odjíždějí starým Aston Martinem do Francie, kde mají vyšetřit původ útoku.
Dorazí do hotelu Magnifique v Antibes, odkud útok vyšel. V přestrojení za číšníky ukradnou mobilní telefon s fotografií dalšího cíle – jachty Dot Calm. Při tom Johnny omylem založí požár v restauraci. Když se na jachtu vkradou, jsou chyceni ruskou agentkou Ophelií Bhuletovovou, ale podaří se jim uniknout poté, co spatří množství počítačových serverů.
Při pronásledování Opheliina elektrického BMW venkovem dojde Johnnyho autu palivo. Ophelia je najde a domluví si schůzku v hotelu de Paris v Cagnes-sur-Mer. Během setkání v hotelovém baru Bough zjistí, že je špiónka, ale Johnny jeho podezření odmítá. V noci se ho pokusí zabít, ale selže, protože Johnny omylem požil povzbuzující pilulky místo uspávacích a odešel na večírek.
Další kybernetické útoky přimějí premiérku, aby uzavřela dohodu s miliardářem ze Silicon Valley Jasonem Voltou, kterou má oznámit na nadcházejícím summitu G12.
Johnny a Bough se vracejí do Anglie, protože podezřívají Voltu z útoků. Při infiltraci jeho sídla dostane Johnny brýle pro virtuální realitu, aby se seznámil s rozvržením budovy, ale omylem opustí místnost a napadne nic netušící civilisty, domnívaje se, že je stále ve virtuálním světě.
Po příjezdu do sídla zjistí, že i Bhuletovová je špiónka. Johnny tajně nahraje Voltovy plány na její iPhone, ale omylem přehraje hudbu a odhalí se. Podaří se mu utéct a ukradne auto instruktora autoškoly. Když se vrátí do MI7, zjistí, že si spletl mobil s mobilem jedné z žákyň (Pauline McLynn), a tak nedokáže přesvědčit MI7 ani premiérku o Voltově spiknutí. Kvůli incidentům v restauraci a s virtuální realitou je i s Boughem propuštěn. Přesto se rozhodnou jednat a s pomocí Johnnyho manželky Lydie, kapitánky ponorky HMS Vengeance, se přes Loch Nevis vydají do skotského hradu Garroch, kde se koná summit G12.
Bhuletovová se pokusí Voltu zabít, ale on už se před jedem v jejím jedovém prstenu imunizoval a odstranil pojistku z její zbraně. Johnny ve speciálním obleku vyleze na hrad a zabrání Voltovi, aby ji zabil – ten pak uteče. Volta plánuje vydírat světové vůdce hrozbou zničení internetu.
Johnny volá MI7, zapomínaje na varování Lydie, že nesmí používat mobil poblíž ponorky. Asistentka MI7 omylem spojí dva hovory – jeden od Johnnyho a druhý od Lydie –, čímž Johnny neúmyslně spustí odpálení balistické rakety. Ta je však navedena na signál Sherbet Fountain, který Johnny nechal na jachtě Dot Calm, čímž zničí servery a Voltův plán.
Johnny, Bough a Bhuletovová stíhají Voltu, který se snaží uprchnout vrtulníkem a přesměrovat útok na server v Nevadě. Bhuletovová dá Johnnymu tablet, kterým může deaktivovat vrtulník Aérospatiale Gazelle. Když se mu Volta vysměje kvůli jeho neznalosti techniky, Johnny mu tablet hodí na hlavu a omráčí ho, poté zničí jeho mobil mečem, čímž zastaví útok.
Premiérka Johnnyho pochválí a odpustí mu, ale on se před novináři a světovými lídry omylem svlékne při sundávání brnění.
Na závěr se Johnny vrací do školy jako přednášející. K jeho zděšení však uvidí ředitele, jak se chystá sníst jeden z výbušných želé bonbonů.